# Isla Allu
Isla Allu (en estonio: Allusaar) es una isla de Estonia en el mar Báltico. Se encuentra a 35 kilómetros al noreste de la capital del país, Tallin. Su nombre histórico es Allosaar.
Allu se encuentra un kilómetro al este de la isla Rammu. La isla está deshabitada y depende administrativamente de la municipalidad de Jõelähtme en el condado de Harju. 
Su superficie es de 1,56 hectáreas. Se trata de un territorio de 250 metros de largo y 100 metros de ancho. El punto más alto está a 1,5 metros por encima del nivel del mar. 
Como la mayoría de las islas en la zona es Allu muy rocosa.